# گوشه‌گیرهای نوک‌داسی
گوشه‌گیرهای نوک‌داسی (نام علمی: Eutoxeres) نام یک سرده از تیره مگس‌مرغ است.

## گونه ها
- نوک‌داسی نوک‌سفید (Eutoxeres aquila)
- نوک‌داسی دم‌نخودی (Eutoxeres condamini)